# Reprezentacja Argentyny w hokeju na trawie kobiet

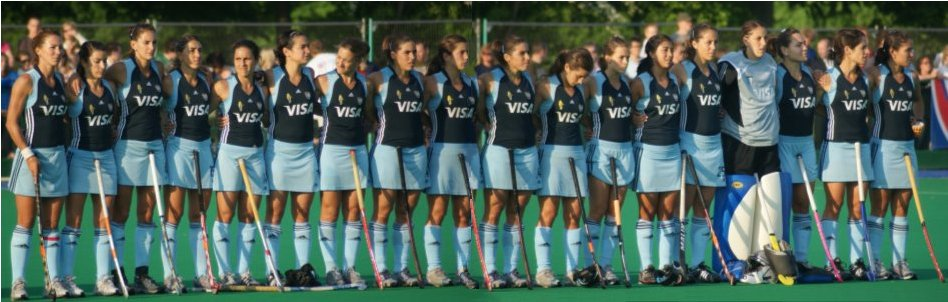
Reprezentacja Argentyny w 2008 roku.

Reprezentacja Argentyny w hokeju na trawie kobiet (Las Leonas) jest klasyfikowana w ścisłej czołówce światowej w tej dyscyplinie. Zdobyła w swej historii sześć medali Igrzysk Olimpijskich i dwa złote medale Mistrza Świata (2002, 2010). Poza tym ośmiokrotnie zwyciężała w igrzyskach panamerykańskich (1987, 1991, 1995, 1999, 2003, 2007, 2019, 2023).
Reprezentacja Argentyny zwyciężyła także siedmiokrotnie w zawodach Champions Trophy (2001, 2008, 2009, 2010, 2012, 2014, 2016).

## Osiągnięcia

### Igrzyska olimpijskie
- nie wystąpiła – 1980
- nie wystąpiła – 1984
- 7. miejsce – 1988
- nie wystąpiła – 1992
- 7. miejsce – 1996
- 2. miejsce – 2000
- 3. miejsce – 2004
- 3. miejsce – 2008
- 2. miejsce – 2012
- 7. miejsce - 2016
- 2. miejsce – 2020
- 3. miejsce – 2024

### Mistrzostwa świata
- 2. miejsce – 1974
- 2. miejsce – 1976
- 3. miejsce – 1978[2]
- 6. miejsce – 1981
- 9. miejsce – 1983
- 7. miejsce – 1986
- 9. miejsce – 1990
- 2. miejsce – 1994
- 4. miejsce – 1998
- 1. miejsce – 2002
- 3. miejsce – 2006
- 1. miejsce – 2010
- 3. miejsce – 2014
- 7. miejsce – 2018
- 2. miejsce – 2022